# Antsotso
Antsotso – gmina na Madagaskarze, w regionie Vakinankaratra, w dystrykcie Betafo. W 2001 roku zamieszkana była przez 14 826 osób. Siedzibę administracyjną stanowi miejscowość Antsotso.